# 山梨県道6号甲府韮崎線
山梨県道6号甲府韮崎線（やまなしけんどう6ごう こうふにらさきせん）は、山梨県甲府市から韮崎市を結ぶ県道（主要地方道）である。

## 概要
甲府中心街を起点とし、甲斐市敷島・双葉地区を横断して韮崎へ向かう道路。国道20号などと並んで、直接接続はしていないものの韮崎インターチェンジや甲府昭和インターチェンジを結ぶ幹線道路となっており、朝夕を中心に渋滞しやすい。
2004年（平成16年）までは甲府敷島韮崎線（こうふしきしまにらさきせん）という名称であったが、同年9月1日に中巨摩郡敷島町が合併して甲斐市となったことに伴い改称された。

### 路線データ
- 起点：山梨県甲府市中央1丁目（甲府警察署前交差点、国道52号・国道411号交点）
- 終点：山梨県韮崎市本町1丁目（本町交差点、山梨県道17号茅野北杜韮崎線・山梨県道27号韮崎昇仙峡線交点）
  - 支線：起点：山梨県甲府市桜井町（十郎橋西交差点＝国道140号 甲府山梨道路交点）
- 距離：19.2 km

## 歴史
- 1993年（平成5年）5月11日 - 建設省から、県道甲府敷島韮崎線が甲府敷島韮崎線として主要地方道に指定される[1]。

## 路線状況

### 別名
- 平和通り：甲府市（甲府警察署前交差点・甲府駅前間）※甲府警察署前交差点以南は国道52号・358号の重複区間
- 朝日通り：甲府市（朝日町ガード南交差点・朝日通り北交差点間）
- 山の手通り：甲府市（横根交差点・千塚交差点間）
- 穂坂路：甲府市千塚（千塚交差点）・甲斐市竜地間
- 青梅街道：甲府市（山崎三差路交差点・十郎橋西交差点間）

### 重複区間
- 山梨県道7号甲府昇仙峡線（甲府市緑ヶ丘・総合グランド入口交差点 - 甲府市千塚・千塚交差点）

## 地理

### 通過する自治体
- 甲府市
- 甲斐市
- 韮崎市

### 交差する道路

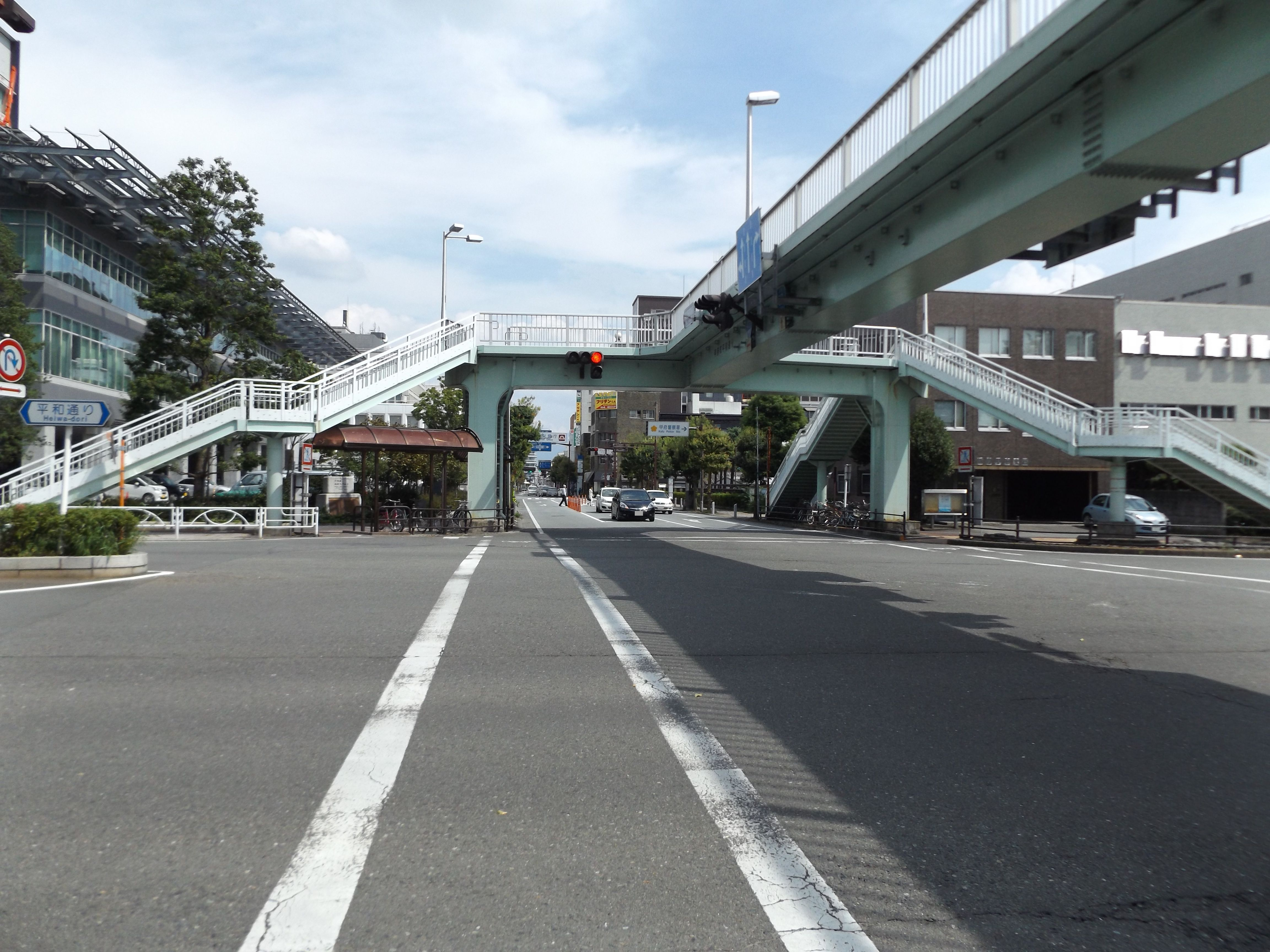
起点である甲府警察署前交差点（甲府市中央一丁目）。国道52号（画像右側：南方向）の終点、国道411号（画像奥側：東方向）の終点でもある。

- 国道52号（国道358号重複）・国道411号（甲府市中央1丁目・甲府警察署前交差点、起点）
- 山梨県道106号中下条甲府線（甲府市丸の内・県庁前交差点）
- 山梨県道6号甲府韮崎線 支線 山の手通り（甲府市朝日）
- 山梨県道104号天神平甲府線（甲府市朝日・朝日5丁目交差点）
- 山梨県道7号甲府昇仙峡線 アルプス通り・山梨県道111号緑ヶ丘運動公園線（甲府市緑ヶ丘・総合グランド入口交差点）
- 山梨県道7号甲府昇仙峡線（甲府市千塚・千塚交差点）
- 山梨県道106号中下条甲府線（甲斐市中下条・東町交差点）
- 山梨県道25号甲斐中央線・山梨県道101号敷島竜王線（甲斐市中下条・西町交差点）
- 山梨県道616号島上条宮久保絵見堂線（甲斐市竜地）
- 国道20号（甲斐市下今井・下今井交差点）
- 国道20号（甲斐市宇津谷・田畑交差点）
- 国道20号・山梨県道42号韮崎南アルプス富士川線（韮崎市本町3丁目・船山橋北詰交差点）
- 山梨県道17号茅野北杜韮崎線・山梨県道27号韮崎昇仙峡線（韮崎市本町、終点）

支線
- 国道140号（甲府市桜井町・十郎橋西交差点）【北緯35度39分30.8秒 東経138度36分53.6秒 / 北緯35.658556度 東経138.614889度】
- 国道411号（甲府市横根町・山崎三差路交差点）
- 山梨県道109号善光寺線（甲府市善光寺町・善光寺交差点）
- 山梨県道119号愛宕山公園線（甲府市東光寺町・こどもの国入口交差点）
- 山梨県道31号甲府山梨線（甲府市武田・武田交差点）
- 山梨県道6号甲府韮崎線（甲府市朝日）

### 沿線にある施設など
- 甲府市役所
- 山梨県庁
- 甲府駅
- 甲府共立病院
- 甲府朝日五郵便局
- 山梨県立甲府第一高等学校
- 甲府市立北中学校
- 湯村郵便局
- 甲府市立千塚小学校
- 松島郵便局
- 甲斐市立敷島小学校
- 甲斐市役所 双葉庁舎
- 塩崎駅
- 双葉郵便局
- 甲斐市立双葉西小学校
- 法務局 韮崎出張所
- 北巨摩合同庁舎
- 韮崎市立病院
- 韮崎市立韮崎小学校
- 甲府市立新紺屋小学校
- 山梨県立科学館
- 東光寺
- 甲斐善光寺
- 山梨学院中学高等学校
- 不老園
- 酒折宮
- 酒折駅